# Hugh Percy (3e duc de Northumberland)
Hugh Percy (20 avril 1785 – 11 février 1847) est un aristocrate britannique et une personnalité politique Tory qui a servi comme Lord lieutenant d'Irlande sous le duc de Wellington de 1829 à 1830.

## Biographie
Il était le fils de Hugh Percy (2e duc de Northumberland), et de Frances Julia, fille de Pierre Burrell. Il a fait ses études au Collège d'Eton et à l'Université de Cambridge (St John's College).
Il est entré au parlement en tant que député de Buckingham en juillet 1806. En septembre de la même année, il est élu député de la Ville de Westminster, à la mort de Charles James Fox. En 1807, il a été candidat pour le comté de Northumberland contre Charles Grey (2e comte Grey), qui ne s'est pas porté candidat. Percy a été réélu à l'unanimité, et a continué à siéger jusqu'en 1812, quand il a été appelé à la Chambre des lords par le biais d'un bref d'accélération du titre de baron Percy. En 1817, il succéda à son père comme duc de Northumberland. Il a servi comme ambassadeur extraordinaire lors du couronnement de Charles X en 1825, couvrant personnellement les dépenses, et a "étonné la noblesse continentale par l'ampleur de son escorte, la splendeur de son équipage, et la profusion de sa libéralité". En mars 1829, il fut nommé Lord lieutenant d'Irlande, un poste qu'il a occupé jusqu'à l'année suivante.
En novembre 1834 Il a été élu haut commissaire de l'université de Cambridge, jusqu'en 1840, quand il a été nommé chancelier de l'Université. Il a joué un rôle de premier plan dans la construction des "Waterloo églises" au début du 19e siècle. Il a également joué un rôle dans le développement du football dans un moment où il a été un jeu controversé. Entre 1817 et 1847, il a occupé le poste honorifique de Lord Lieutenant du Northumberland.

## Famille
Northumberland épouse Charlotte Clive (en) le 29 avril 1817 à Northumberland House. Ils n'ont pas d'enfants.
Il est décédé à Alnwick en février 1847, âgé de 61 ans. Ses restes sont transportés à Londres par le train, le 19 février et inhumés dans la voûte Northumberland à l'intérieur de l'Abbaye de Westminster, le 23 février. Il est remplacé par son jeune frère, Algernon Percy (4e duc de Northumberland). 